# Doljani (Konjic, BiH)
Doljani su naseljeno mjesto u općini Konjic, Federacija Bosne i Hercegovine, BiH.

## Stanovništvo

### 1991.
Nacionalni sastav stanovništva 1991. godine, bio je sljedeći:
ukupno: 85
- Muslimani – 85

### 2013.
Nacionalni sastav stanovništva 2013. godine, bio je sljedeći:
ukupno: 29
- Bošnjaci – 29

## Vanjske poveznice
- Satelitska snimka[neaktivna poveznica]